# Фрактура на пода на орбитата
Травма на окото с юмрук или друг тъп предмет може да предизвика счупване на долната орбитна стена на окото. Подът на орбитата е и таван на синуса на горната челюст. Съдържа долен орбитен канал, по който върви съдово-нервен сноп; подът е залавно място и за долния кос мускул, движещ окото навътре и нагоре.

## Симптоми
- двойно виждане;
- енофталм;
- ограничена подвижност на очната ябълка;
- намалена чувствителност под скулата и по бузата от същата страна.

## Диагностика
Фрактура на пода на орбитата се доказва клинично от офталмолог с извършването на forced duction – тест, а също така и с рентгенова снимка, показваща рентгенопозитивна сянка в орбиталния синус.

## Лечение
Лекува се оперативно, като се спазват индикации за спешност или неотложност в зависимост от тежестта на състоянието.